# Ctenochirichthys
Ctenochirichthys is een monotypisch geslacht van straalvinnige vissen uit de familie van armvinnigen (Oneirodidae). Het geslacht is voor het eerst wetenschappelijk beschreven in 1932 door Regan & Trewavas.

## Soort
- Ctenochirichthys longimanus Regan & Trewavas, 1932